# Grand Prix Formule 1 van Spanje 1995
De Grand Prix Formule 1 van Spanje 1995 werd gehouden op 14 mei 1995 op het Circuit de Catalunya.

## Uitslag
| Positie | Nummer | Rijder                 | Team               | Ronden | Tijd/Opgave     | Startplaats | Punten |
| ------- | ------ | ---------------------- | ------------------ | ------ | --------------- | ----------- | ------ |
| 1       | 1      | Michael Schumacher     | Benetton-Renault   | 65     | 1:34:20.507     | 1           | 10     |
| 2       | 2      | Johnny Herbert         | Benetton-Renault   | 65     | +51.988         | 7           | 6      |
| 3       | 28     | Gerhard Berger         | Ferrari            | 65     | +1:05.237       | 3           | 4      |
| 4       | 5      | Damon Hill             | Williams-Renault   | 65     | +2:01.749       | 5           | 3      |
| 5       | 15     | Eddie Irvine           | Jordan-Peugeot     | 64     | +1 Ronde        | 6           | 2      |
| 6       | 26     | Olivier Panis          | Ligier-Mugen-Honda | 64     | +1 Ronde        | 15          | 1      |
| 7       | 14     | Rubens Barrichello     | Jordan-Peugeot     | 64     | +1 Ronde        | 8           |        |
| 8       | 30     | Heinz-Harald Frentzen  | Sauber-Ford        | 64     | +1 Ronde        | 12          |        |
| 9       | 25     | Martin Brundle         | Ligier-Mugen-Honda | 64     | +1 Ronde        | 11          |        |
| 10      | 4      | Mika Salo              | Tyrrell-Yamaha     | 64     | +1 Ronde        | 13          |        |
| 11      | 9      | Gianni Morbidelli      | Arrows-Hart        | 63     | +2 Rondes       | 14          |        |
| 12      | 12     | Jos Verstappen         | Simtek-Ford        | 63     | +2 Rondes       | 16          |        |
| 13      | 29     | Karl Wendlinger        | Sauber-Ford        | 63     | +2 Rondes       | 20          |        |
| 14      | 23     | Pierluigi Martini      | Minardi-Ford       | 62     | +3 Rondes       | 19          |        |
| 15      | 11     | Domenico Schiattarella | Simtek-Ford        | 61     | +4 Rondes       | 22          |        |
| NF      | 3      | Ukyo Katayama          | Tyrrell-Yamaha     | 56     | Motor           | 17          |        |
| NF      | 6      | David Coulthard        | Williams-Renault   | 54     | Versnellingsbak | 4           |        |
| NF      | 8      | Mika Häkkinen          | McLaren-Mercedes   | 53     | Benzinesysteem  | 9           |        |
| NF      | 10     | Taki Inoue             | Arrows-Hart        | 43     | Transmissie     | 18          |        |
| NF      | 16     | Bertrand Gachot        | Pacific-Ilmor      | 43     | Brand           | 24          |        |
| NF      | 22     | Roberto Moreno         | Forti-Ford         | 39     | Oververhitting  | 25          |        |
| NF      | 27     | Jean Alesi             | Ferrari            | 25     | Motor           | 2           |        |
| NF      | 24     | Luca Badoer            | Minardi-Ford       | 21     | Versnellingsbak | 21          |        |
| NF      | 7      | Nigel Mansell          | McLaren-Mercedes   | 18     | Handeling       | 10          |        |
| NF      | 21     | Pedro Diniz            | Forti-Ford         | 17     | Versnellingsbak | 26          |        |
| DNS     | 17     | Andrea Montermini      | Pacific-Ilmor      | 0      | Niet gestart    | 23          |        |

## Wetenswaardigheden
- Nigel Mansell reed zijn laatste Formule 1-race.
- Damon Hill reed tweede tot hij door versnellingsbakproblemen terugviel achter Johnny Herbert en Gerhard Berger.
- Rubens Barrichello verloor in de laatste ronde zijn zesde plaats aan Olivier Panis toen zijn versnellingsbak het liet afweten.

## Statistieken
| Pole-position | Michael Schumacher | Benetton-Renault | 1:21.452 |
| Snelste ronde | Damon Hill         | Williams-Renault | 1:24.531 |

## Noot
- Dit was de eerste podiumplaats voor Johnny Herbert.
- Vijftigste podiumplaats voor een Duitse coureur.

1913 · 1923 · 1926 · 1927 · 1933 · 1934 · 1935 · 1951 · 1954 · 1967 · 1968 · 1969 · 1970 · 1971 · 1972 · 1973 · 1974 · 1975 · 1976 · 1977 · 1978 · 1979 · 1980 · 1981 · 1986 · 1987 · 1988 · 1989 · 1990 · 1991 · 1992 · 1993 · 1994 · 1995 · 1996 · 1997 · 1998 · 1999 · 2000 · 2001 · 2002 · 2003 · 2004 · 2005 · 2006 · 2007 · 2008 · 2009 · 2010 · 2011 · 2012 · 2013 · 2014 · 2015 · 2016 · 2017 · 2018 · 2019 · 2020 · 2021 · 2022 · 2023 · 2024 · 2025 · 2026